# Navartur
La Feria Internacional de Turismo de Navarra, más conocido por el acrónimo de Navartur y oficialmente denominada como Feria Navartur Reyno de Navarra, es un evento que se celebra anualmente en la ciudad de Pamplona (Navarra) dedicado a la promoción del turismo.

## Lugar de celebración
La celebración de este evento se lleva a cabo en el interior del Palacio de Congresos y Auditorio de Navarra (Baluarte), situado en el centro de la capital navarra.

## Características

### Fechas
La cita tiene lugar cada año durante el mes de febrero y tiene una duración de tres días, coincidiendo con los días de la semana viernes, sábado y domingo.

### Expositores
Cuenta con numerosos expositores, tanto privados como de entidades públicas, de ámbito regional, nacional e internacional.

## Relevancia
Actualmente es una de las ferias sobre turismo más importantes de España, y de forma paralela, se celebra también el Congreso Internacional de Turismo Gastronómico FoodTrex, un congreso internacional sobre turismo gastronómico.
Además, el evento tiene una gran repercusión mediática, tanto por el número de visitantes como por la cobertura en diversos medios de comunicación.